# Плиево
Пли́ево  (ингуш. Пхьилекъонгий-Юрт) — село в Назрановском районе Республики Ингушетия.
Образует муниципальное образование «сельское поселение Плиево», как единственный населённый пункт в его составе.

## География

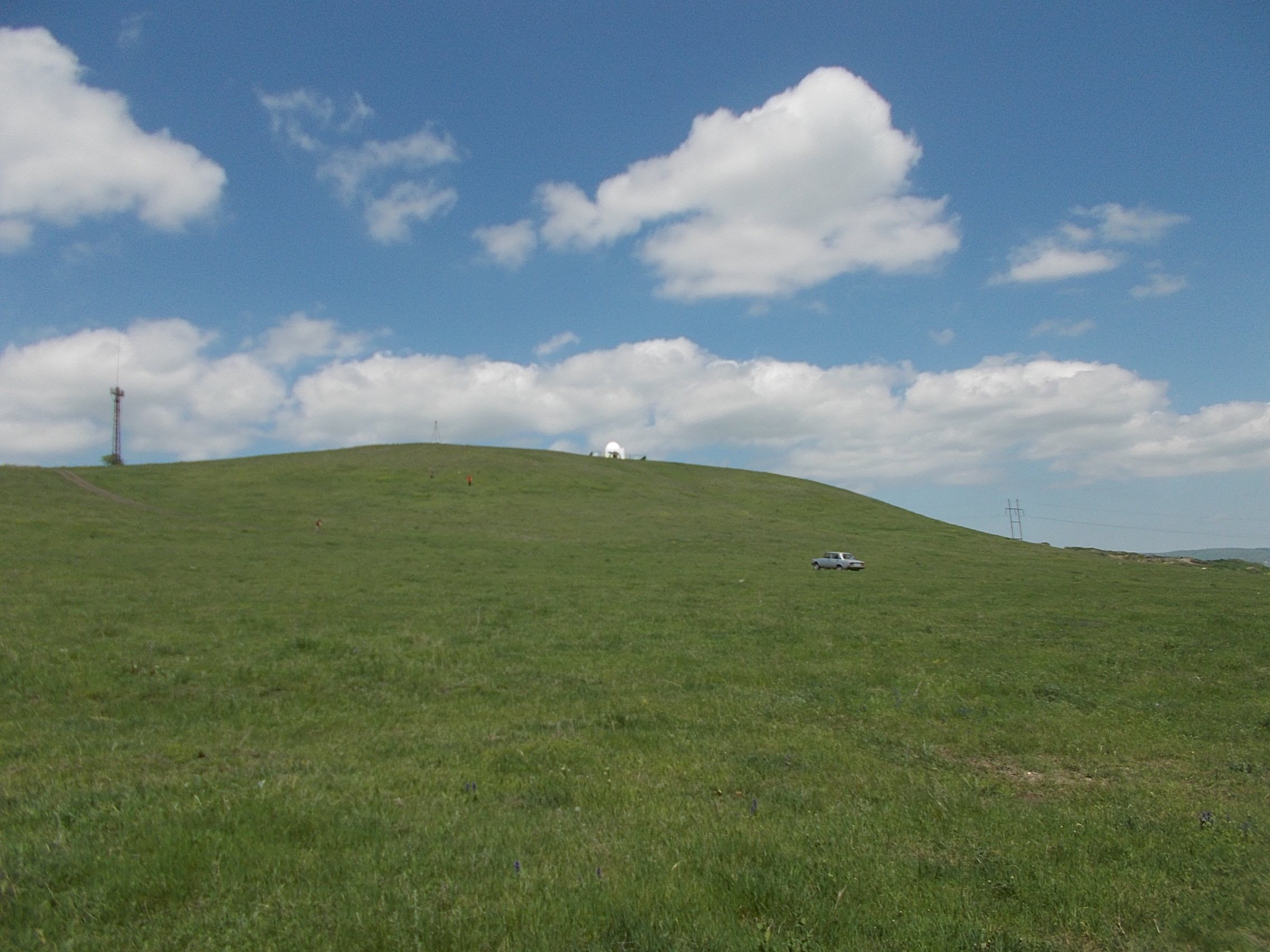
Мавзолей «Борга-Каш» на северной стороне села Плиево.

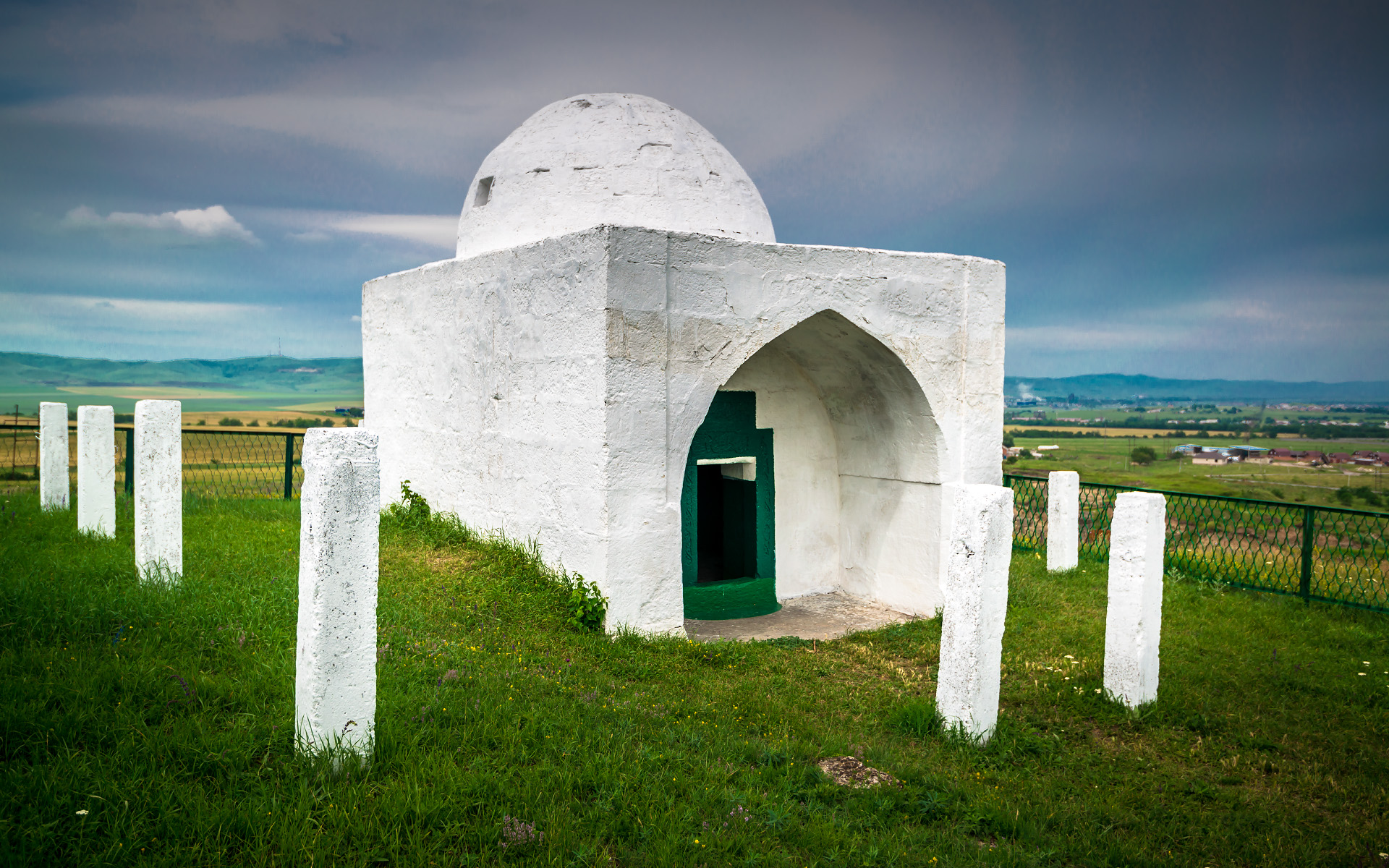
Мавзолей «Борга-Каш».

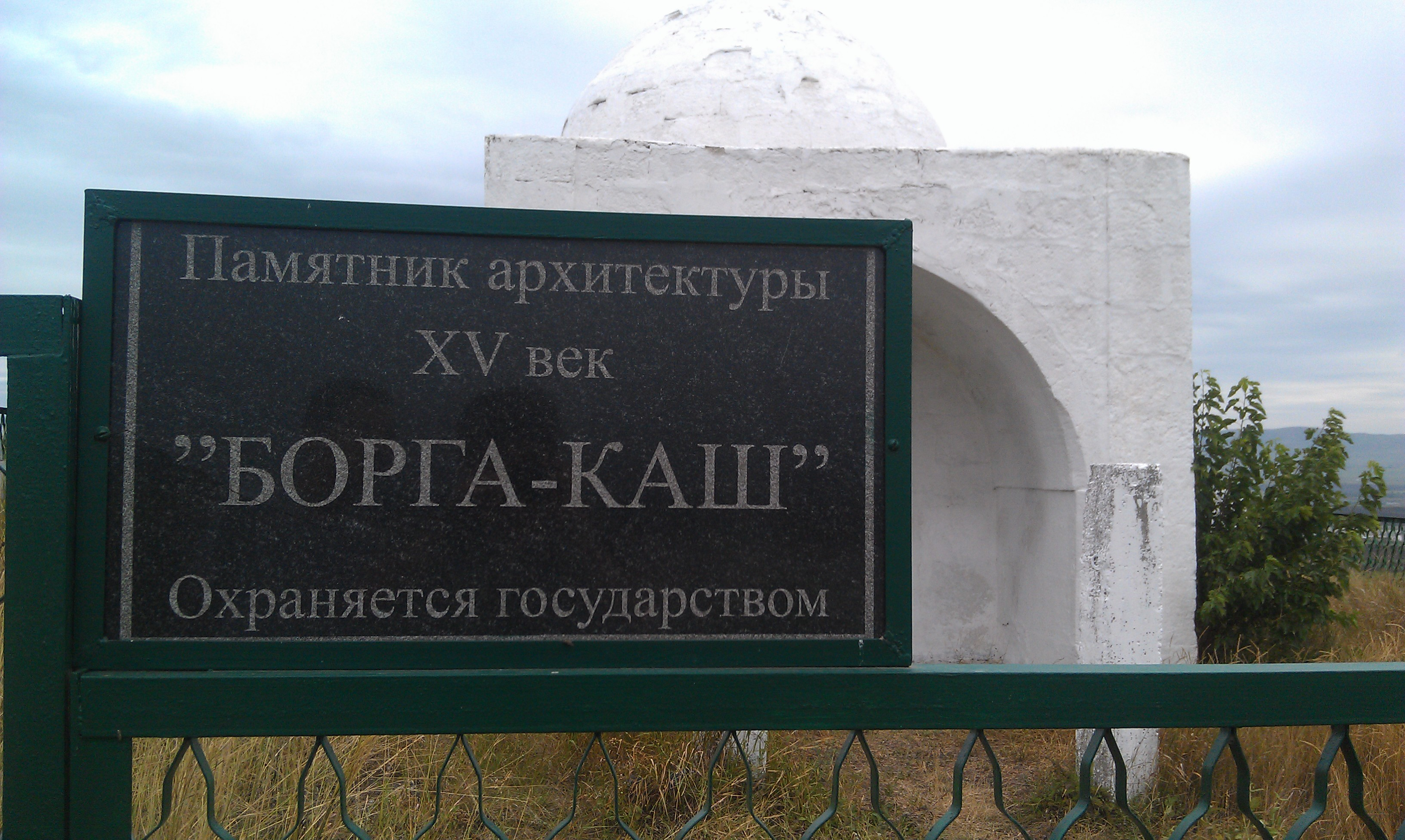
У входа в мавзолей «Борга-Каш».

Село расположено на левом берегу реки Сунжа, восточнее Алханчуртского канала, в 3 км к северо-востоку от районного центра — города Назрань и в 11 км к северу от города Магас.
Южнее и восточнее села проходит автомобильная дорога федерального значения P217 «Кавказ». Через само село проходит железнодорожная линия Северо-Кавказской железной дороги (участок Беслан—Слепцовская) и действует станция Плиево.
Ближайшие населённые пункты: на северо-востоке — город Карабулак, на востоке — село Яндаре, на юге — село Гази-Юрт, на юго-западе — село Барсуки и на северо-западе — сёла Верхние Ачалуки и Средние Ачалуки.

## История
По официальным данным селение Плиево было основано в 1781 году (хотя в научных работах встречается также и более поздняя дата — 1836 год). Первопоселенцами являлись представители тайпа Плиевых, с чем связано и название села (ингуш. Пхьилекъонгий-Юрт буквально означает, по некоторым данным, «село сыновей Пхьиле», то есть, «село Плиевых»).
Характеристика села (села «Пліева») по состоянию на 1874 год: «при Сунже, на грозненской почтовой дороге», 247 домов, 1315 жителей (645 мужского пола и 670 женского пола), проживают ингуши (мусульмане-сунниты).
По состоянию на 1925 год село Плиево являлось центром сельсовета Назрановского района Ингушской автономной области Северо-Кавказского края, оно состояло из 573 дворов, в нём проживало 2668 человек (1351 мужского пола и 1317 женского пола). В селе была школа первой ступени, 8 мельниц, относимых в тот период к числу мелких промышленных предприятий, 2 государственных ссыпных пункта и 2 партийные организации.
В 1944 году, в связи с депортацией чеченцев и ингушей и упразднением Чечено-Ингушской АССР, село Плиево было передано в состав Северо-Осетинской АССР и переименовано в Ахсар (в переводе с осетинского — «доблесть», «героизм»). После восстановления Чечено-Ингушской АССР в 1958 году селу было возвращено его историческое название — Плиево.
По сведениям на 1 января 1990 года село Плиево являлось центром Плиевского сельсовета, в состав которого помимо него входили хутор Гази-Юрт и несколько небольших населённых мест — посёлки Албастбалка и Раздолье, а также поселения при дюкерах 4, 6 и 7 на Алханчуртском канале. В самом селе на эту дату проживало 5812 человек наличного населения.
В 1995 году Плиево было упразднено и включено в состав города Назрань в качестве одного из административных округов. В 2009 году на основе упразднённого Плиевского административного округа, выведенного из состава города, было воссоздано село Плиево и на его базе образовано муниципальное образование со статусом сельского поселения в составе Назрановского района.
На территории сельского поселения Плиево, севернее самого села, находится исторический памятник мавзолей «Борга-Каш», который датируется 1405—1406 годами.

## Население
| 1926    | 1979    | 2002    | 2006    | 2007    | 2008    | 2009    |
| ------- | ------- | ------- | ------- | ------- | ------- | ------- |
| 2893    | ↗5023   | ↗13 892 | ↗14 257 | ↗14 426 | ↗14 626 | ↗14 851 |
| 2010    | 2011    | 2012    | 2013    | 2014    | 2015    | 2016    |
| ↘13 685 | ↗13 694 | ↗14 337 | ↗14 666 | ↗14 809 | ↗15 133 | ↗15 249 |
| 2017    | 2018    | 2019    | 2020    | 2021    | 2023    | 2024    |
| ↗15 300 | ↗15 440 | ↗15 616 | ↗15 818 | ↗16 440 | ↗16 768 | ↗16 993 |
| 2025    |         |         |         |         |         |         |
| ↗17 212 |         |         |         |         |         |         |

Национальный состав
По данным Всероссийской переписи населения 2002 года (Плиевский округ города Назрань):
- ингуши — 13 494 чел. (97,14 %)
- чеченцы — 332 чел. (2,39 %)
- русские — 37 чел. (0,27 %)
- другие — 29 чел. (0,21 %)

По данным Всероссийской переписи населения 2010 года:
- ингуши — 13 341 чел. (97,49 %)
- чеченцы — 66 чел. (0,48 %)
- русские — 21 чел. (0,15 %)
- другие — 18 чел. (0,13 %)
- не указали — 239 чел. (1,75 %)

## Известные уроженцы
- Ведзижев Ахмет Абубакарович — ингушский советский писатель и поэт.
- Горчханов Али Исаевич — советский партийный и политический деятель.
- Оздоев Ибрагим Абдураскиевич — один из основоположников ингушской филологии.
- Осканов Суламбек Сусаркулович — первый Герой Российской Федерации (звание присвоено посмертно 11 апреля 1992 года), военный лётчик, генерал-майор авиации[36][37].
- Плиев Магомед-Саид Асултанович — ингушский советский писатель и поэт.
- Плиев Сафарбек Лорсаевич — ветеран Великой Отечественной войны, защитник Брестской крепости, долгие годы возглавлял совет ветеранов Республики Ингушетия.
- Савлохов Борис Сосланович — советский, российский и украинский тренер по вольной борьбе осетинского происхождения, заслуженный тренер СССР, России и Украины.